# Portada/efemèride gener 31
Kenzaburō Ōe
« 30 de gener · 31 de gener · 1 de febrer »